# Isomma elouardi
Isomma elouardi är en trollsländeart som beskrevs av Legrand 2003. Isomma elouardi ingår i släktet Isomma och familjen flodtrollsländor. IUCN kategoriserar arten globalt som otillräckligt studerad. Inga underarter finns listade i Catalogue of Life.